# Thripobius javae
Thripobius javae är en stekelart som först beskrevs av Girault 1917.  Thripobius javae ingår i släktet Thripobius och familjen finglanssteklar. Inga underarter finns listade i Catalogue of Life.